# Pontocypris edwardsi
Pontocypris edwardsi är en kräftdjursart. Pontocypris edwardsi ingår i släktet Pontocypris och familjen Pontocyprididae. Inga underarter finns listade i Catalogue of Life.